# Prélude et fugue en mi majeur (BWV 854)
Le Clavier bien tempéré I
Pour un article plus général, voir Le Clavier bien tempéré.
Le prélude et fugue en mi majeur (BWV 854) est le neuvième couple de préludes et fugues du premier livre du Clavier bien tempéré de Jean-Sébastien Bach, compilé vers 1722.
Le prélude est une pastorale gracieuse et finement ciselée au caractère idyllique. La petite fugue à trois voix qui suit fait la part belle aux procédés de contrepoint savant dans un mouvement animé et tournoyant.

## Prélude
Le prélude, noté 
, comporte 24 mesures. Il s'agit d'une pastorale légère, lumineuse, tranquille et gracieuse, conçue à l'origine pour ouvrir la sixième Suite française. Elle paraît simple au premier abord, mais est finement ciselée, de forme à trois sections (A–B–A) : exposition de 8 mesures ; petit développement (fin de la mesure 8 à 14) ; puis la réexposition. Le prélude est noté à trois voix, mais la voix intermédiaire s'efface souvent. Il s'agit bien, niveau difficulté, du premier à travailler du recueil.

## Fugue
La fugue à trois voix, notée , longue de 29 mesures.

## Postérité
Théodore Dubois en a réalisé une version pour piano à quatre mains, publiée en 1914.